# L'Observatoire de Cannes
Publié en 1961 aux éditions de Minuit, L'Observatoire de Cannes est le premier roman de Jean Ricardou. Sous l'égide de cette maison d'édition, qui présentait alors certain "dynamisme subversif", ce premier ouvrage s'associe à la mouvance du Nouveau roman, dénommée aussi "École de Minuit". Cette même année, l'écrivain rejoint la revue d'avant-garde Tel Quel. Ainsi, un extrait de L'Observatoire de Cannes, "Description d'un strip-tease”  paraît simultanément dans la revue de Philippe Sollers. Ricardou y fera paraître ses prochains textes de fiction ainsi que certains de ses premiers essais théoriques. Ph. Sollers dans Tel Quel et Jean Thibaudeau dans la revue Critique signeront deux articles élogieux sur L'Observatoire de Cannes. 

## Présentation

### Titre
L'Observatoire de Cannes fait référence à la fois au belvédère construit sur les hauteurs de Cannes en 1953 par l'architecte Georges Sauvan et à un cabaret de strip-tease plus ou moins imaginaire qui se trouvait dans le sous-sol de la maison natale de Jean Ricardou.

### Nouveau Roman,Tel quel
C'est d'abord la lecture du Voyeur d'A. Robbe-Grillet, ouvrage associé à "l'école du regard", et au groupe des écrivains de Minuit, qui va déterminer la manière des premiers textes de Ricardou. Discernant l'émergence d'une nouvelle conception du roman, un texte prélude à ce renversement narratif qui va s'affirmer dans L'Observatoire de Cannes:  "Sur la pierre" qui avait paru l'année précédente dans le deuxième numéro de la revue Tel Quel. Ce texte expérimental travaille déjà la technique de la description au point où, dans L'Observatoire de Cannes, celle-ci, dans une forme radicalisée, va s'emparer du récit et prendre le contrôle de la narration. C'est donc à cette confluence des deux courants que se situe le premier roman de Ricardou. Ainsi que le résume M. Sirvent: 
Commencé fin 1959, L’Observatoire de Cannes se situe au croisement de deux aventures: celle de Tel Quel (1960-1982) qu’il inaugure avec Le Parc de Sollers paru la même année (1961) et la deuxième vague du Nouveau Roman auquel il s’associe autour des Editions de Minuit. Dès les années soixante, Ricardou engage la théorie du Nouveau Roman. L’Observatoire de Cannes annonce à la fois ce qui deviendra l’ “écriture textuelle” en 1965 avec notamment La Prise de Constantinople  et, pour Sollers, Drame. Comme Le Parc, il s’inscrit dans la mouvance des premiers romans de Robbe-Grillet. Toutefois, L’Observatoire est de bout en bout un roman descriptif de façon encore plus radicale que le premier Nouveau Roman des années cinquante. Ricardou pousse à leur extrême limite certaines techniques amorcées par Robbe-Grillet, accentuant les descriptions d’objet fixe, dé-psychologisant au maximum le regard descriptif, déconnectant par avance toute relève monologique de la représentation par une "histoire".
Pierre-Henri Simon évoque dans son feuilleton une “espèce d’ascétisme [...] à aller jusqu’au bout de chaque expérience”. C'est d'ailleurs la nouveauté de cet exercice de "description intégrale" que salue Philippe Sollers à la sortie du livre : "Il n'arrive jamais qu'un premier livre fasse preuve d'une telle cohérence, d'une telle fermeté logique. Nous y assistons à la maîtrise de moyens surprenants: la description trouve là son épopée".

## Un roman descriptif

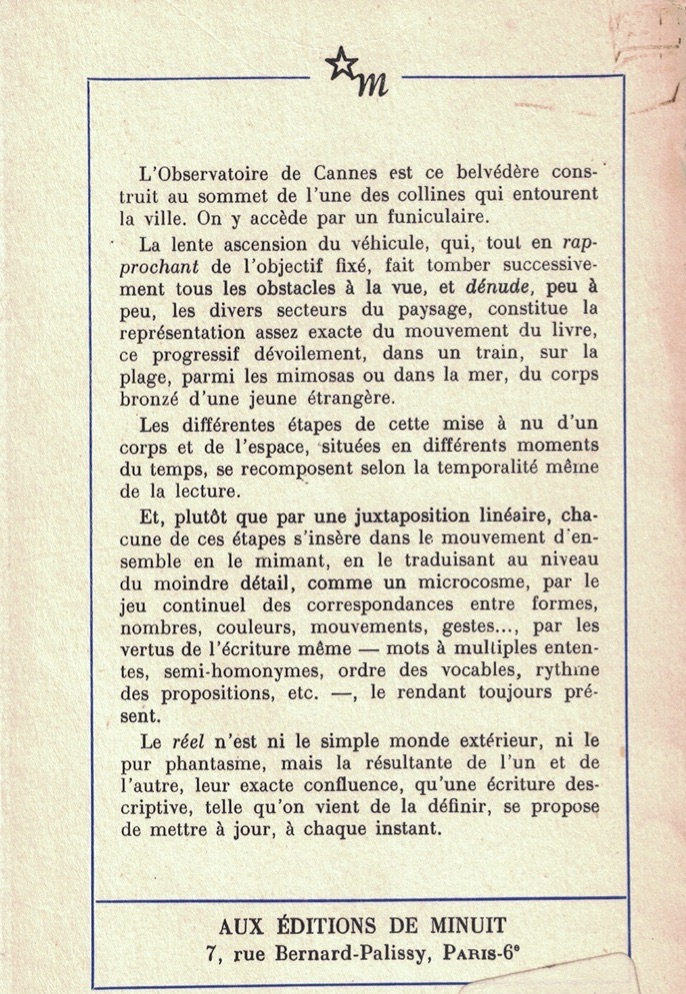
Prière d'insérer Observatoire de Cannes de Jean Ricardou

Le « prière d'in[sérer » du roman indique clairement cette irrésistible prise de pouvoir du récit par la description : 
L'Observatoire de Cannes est ce belvédère construit au sommet de l'une des collines qui entourent la ville. On y accède par un funiculaire.

La lente ascension du véhicule qui, tout en rapprochant de l'objectif fixé, fait tomber successivement tous les obstacles à la vue, et dénude, peu à peu, les divers secteurs du paysage, constitue la représentation assez exacte du mouvement du livre, ce progressif dévoilement, dans un train, sur la plage, parmi les mimosas ou dans la mer, du corps bronzé d'une jeune étrangère.
Si le roman conteste ici le modèle classique de la narration, c'est que le récit naît d'une pure logique descriptive: "L'Observatoire de Cannes apparaîtra d'abord comme la succession de descriptions organisées qu'un observateur - n'importe qui, vous, moi, le narrateur sinon l'un des personnages du roman - pourrait faire à partir du spectacle qu'il voit". Le roman passe d'une scène à l'autre dans l'ordre du regard qui, depuis la longue-vue de l'observatoire, effectue un tour d'horizon circulaire. C'est ainsi qu'au nord, le regard s'arrête sur des montagnes à la végétation dense au milieu de laquelle se trouve une clairière où une jeune fille s'habille après un orage. Toujours au nord, apparaît un château d'eau à la porte duquel sont gravés des graffitis. A l'est et à l'ouest, des collines. En se dirigeant vers le sud, le regard parvient à distinguer, entre un immeuble d'appartements et un garage Citroën, une plage où des personnages du train s'adonnent à des jeux balnéaires. De la plate-forme d'observation, se laissent également voir les stations du funiculaire où les vacanciers achètent des billets et des cartes postales qui sont longuement décrites. Si la majeure partie du roman consiste en des descriptions de scènes visibles depuis l'observatoire, plusieurs séquences majeures ont lieu dans le compartiment d'un train et dans un cabaret où se déroule un strip-tease. Ainsi, "le progressif dévoilement" d'un paysage se double de la "mise à nu" d'un corps féminin: "Les différentes étapes de cette mise à nu d'un corps et de l'espace, situées à différents moments du temps, se recomposent selon la temporalité même de la lecture" (prière d'insérer).
Comme le note encore Philippe Forrest: "Il est clair que les modalités textuelles de ce dévoilement viennent en droite ligne des expériences romanesques menées par Robbe-Grillet dans ses premiers ouvrages. À l'instar de celle de Robbe-Grillet, l'écriture de Ricardou procède exclusivement par descriptions, la scène changeant perpétuellement par le jeu des mises en abyme, des points de vue variables, des analogies : ainsi une carte postale s'anime et se transforme en paysage, des formes géométriques se répètent d'objet en objet, amenant les choses et les lieux à se superposer ou se confondre". Toutefois, si L'Observatoire de Cannes met en œuvre des techniques et des motifs empruntés au premier Nouveau Roman, Ricardou les systématisent et leur donne une dimension nouvelle. Chez Robbe-Grillet la description demeurait encore l'un des outils de la narration. Elle servait toujours à raconter une histoire. Dans L’Observatoire de Cannes, la description n'est plus au service de la narration: elle acquiert une sorte d'autonomie. Autrement dit, elle suit ses règles propres: à partir des spécificités qui façonnent "l'imaginaire scriptural", qui ne peut s'appuyer ni sur la pure perception comme celle de l'appréhension des objets dans le monde, ni davantage sur le spectacle que déploie une représentation filmique, Ricardou défend dans son article "Plume et caméra" une position radicale: "un roman qui se formerait exclusivement par le jeu créateur de la description". Nulle histoire préconçue, nulle signification psychologique n'en motive la progression: "La matière romanesque se trouve entièrement inventée par l'exercice de la description". 
Dans son article célèbre, "Frontières du récit" (1966), G. Genette déclarait que la description est toujours ancilla narrationis, esclave toujours nécessaire, mais toujours soumise, jamais émancipée". Dans le roman, comme dans d'autres genres narratifs, "la description peut occuper une très grande place, voire, matériellement la plus grande, sans cesser d'être, comme par vocation, un simple auxiliaire du récit". Genette en concluait qu'il "n'existe pas de genres descriptifs, et l'on imagine mal en dehors du domaine didactique [...] une œuvre où le récit se comporterait en auxiliaire de la description. Or c'est ce renversement diégétique qu'opère le premier roman de Ricardou. Songeant sans doute à certaines expérimentations du Nouveau Roman des années cinquante, Genette avait aussi constaté qu'"en principe, il est évidemment possible de concevoir des textes purement descriptifs, visant à représenter des objets dans leur seule existence spatiale, en dehors de tout événement et même toute dimension temporelle. Mais ce que réalise L'Observatoire de Cannes est très différent: la dimension temporelle y est bien présente. De façon essentiellement dynamique, les paysages s'animent, défilent, se dévoilent à mesure à partir d'un train (chapitre I), d'un funiculaire (chapitre II) et les objets, les personnages (les voyageurs) y sont pris dans une mobilité incessante:  c'est le train qui démarre, la fumée qui se répand; la jeune voyageuse "assise dans le sens de la marche"" épouse ainsi "le mouvement du livre", plongée dans "la temporalité même de la lecture" (prière d'insérer): 
Le principal ressort narratif est le “dévoilement” dans son double sens, littéral et figuré: révéler ce que masque un voile, soit, démasquer; découvrir un sens ou un aspect caché, soit, déchiffrer l’envers du réel. L’ “écriture descriptive” met à jour le réel qui, entre “monde extérieur” et “phantasme” auxquels il ne saurait se réduire, surgit à leur “confluence”. L’écriture opère entre les mots et les choses, arpente toute voie de passage. En segmentant pas à pas le monde visible, en découvrant ce que sa visibilité offusque, elle rend le réel lecturable.[...] Le réel s’abîme ici dans l’infime, le panoramique se décompose en éléments simples. Voyage microscopique au centre du visible, d’un monde élémentaire tel que peut ne le paraître plus, vu d’en haut, globalement selon un esprit de synthèse, une cité au bord de la mer, le roman, mimétique, se fait stationnaire. [...] Dévoilement à mesure, ralentissement extraordinaires, cela n’est pas sans entraîner, dans l’ordre du récit, un certain bouleversement.
À l’inverse, "c’est la force unitaire du récit qui s’oppose à la force disruptive de la description et en interrompt le procès de fragmentation infinie”.

### Les personnages en question
Des semblants de personnages apparaissent dans L'Observatoire de Cannes. Ainsi, au départ du roman, ce sont de simples "voyageurs" qui occupent un même compartiment de train: une "jeune voyageuse blonde" plongée dans un ouvrage, semble-t-il, un album photo dont il est impossible de reconstituer le titre; "un touriste d'un certain âge" à la figure rouge, le crâne chauve, muni d'un appareil de photographie; un couple de jeunes gens, totalement absorbés l'un par l'autre. Un peu plus tard, il y aura une petite fille blonde sous l'autorité d'une « grosse dame », apparemment sa mère ou sa grand-mère. À un moment, le touriste chauve, la petite fille et la grosse dame semblent former une famille. Mais ces personnages, récurrents au cours du récit, que l'on croise en fonction de leurs déplacements (en ville, sur la plage), restent anonymes. À peine caractérisés, seuls leur aspect extérieur, leur apparence physique (visage, coiffure, parties du corps), certains détails vestimentaires ou certains objets (livre, sac de plage, appareil photo, imperméable) les définissent. Ainsi, est-il possible de "reconnaître" malgré tout des "personnages" dans le roman, même s'ils ont tendance à se chevaucher et à se mélanger, voire à se diviser en doubles. Sans doute, manquent-ils d'une véritable "consistance" car celle-ci est systématiquement minée. Seuls leurs "attributs", d'ordre strictement "iconographique", permet de les identifier lorsqu'ils réapparaissent. Par exemple, peu de choses (le vêtement, le sac de plage vert et certaines descriptions répétées) relient la « jeune voyageuse » à ses avatars que sont la « jeune fille » des photographies, la strip-teaseuse du cabaret, une « jeune cover-girl » ou encore une « jeune Scandinave ». Comme l'analyse L. Higgins, plutôt que des personnages, ce sont  "des figures allégoriques dans une parabole de la lecture, et c'est là que réside leur signification".
Ainsi, dépourvus de tout consistance, ce sont moins moins des "personnages" - auxquels la critique persiste souvent à les identifier - que des figures passagères ou des silhouettes transitoires qui traversent ainsi épisodiquement la fiction. Et ce qu'a en commun ce groupe, ou ce groupement de figures, n'est autre que le fait de partager transitoirement un même lieu. Si, de cette improbable réunion, un "personnage" émerge, c'est celui d'une « jeune fille blonde » :
La jeune voyageuse blonde, assise dans le sens de la marche, l'épaule droite appuyée contre la vitre qui sépare le compartiment du couloir, a tourné le visage vers sa gauche.
Le front, le nez, la joue - les deux lèvres, roses -, le menton et le cou, bronzés, se détachent sur la moleskine verte, selon un profil très pur.
Le corsage en nylon blanc, dont la pellicule translucide épouse exactement les contours de la poitrine, délimite, en un triangle effilé, la partie visible de la gorge.

Les hanches, les jambes sont prises dans un pantalon aux fines rayures vertes et blanches alternées. Les deux pieds qui en dépassent sont chaussés de spartiates à lacets jaunes (chapitre I, p. 12.)
La composition de ce premier chapitre est révélatrice : dans cette "mise en train", ni son début, ni sa fin ne laisse place à ces pseudo-personnages, à ces "improbables" figures, voyageurs-lecteurs, jeunes mariés aux mains entrecroisées, ou touristes-photographes. La première phrase du livre désigne certaine vacuité : "Un courant d'air traverse la gare dans toutes sa longueur". Au départ de la fiction, l'air, la vapeur, les nuées blanches, puis "l'annonce du départ", les "interférences" sonores, les noms des localités traversées, le mouvement du wagon, tous ces événements minuscules propagent une impression d'évanescence, de confusion. Ils importent davantage que ces figures fantoches qui n'ont d'autre épaisseur que leur apparence. Les objets, tel siège vacant, telle portion de paysage entraperçue ("les aspérités rocheuses, les arbustes gris") interfèrent avec la description des voyageurs. Le chapitre se termine comme il a commencé: le monde environnant dicte la marche des événements: le train s'enfonce dans un tunnel, seules des veilleuses bleues éclairent la pénombre, le wagon revient à l'air libre et la scène se clôt sur un fragment de paysage: des pièces de linge aux formes géométriques ("rectangles, triangles, carrés"). Aucun regard particulier ne semble orienter la progression descriptive; aucune conscience n'organise la scène; nulle focalisation singulière ne privilégie un angle de vue : seul un "œil, peu à peu", impersonnel, désindividualisé, permet de distinguer "les silhouettes des voyageurs" et quand le paysage réapparaît, "la vue reste limitée", nombre de ses aspects restent "cachés".

Cette "subversion du personnage", Ricardou la poursuivra de manière encore plus radicale avec son deuxième roman, La Prise de Constantinople, ainsi qu'il l'explique dans son intervention au colloque de Cerisy de 1971: "Comme, d'un plan à l'autre, se produisent toutes manières de similitudes, on ne peut plus parler de personnage, mais d'un ensemble plutôt, d'une constellation". Ou encore:  "Pris dans le système du livre, nul élément, et notamment le prétendu personnage, qui puisse conserver une intégrité quelconque, qui ne soit sans cesse soumis aux réévaluations incessantes de son statut" . 
Déjà, dans L'Observatoire de Cannes, strictement appréhendés de l'extérieur, ces personnages, qui n'ont de consistance que visuelle, sont captifs d'un paysage, d'un lieu, d'un décor, pris comme tout autre élément qui participe d'une composition (qui pourrait être musicale ou plastique) dans "un jeu continuel de correspondances entre formes, nombres, couleurs, mouvements, gestes"...(prière d'insérer). Ainsi du spectacle que déploie la jeune voyageuse dans un mouvement descendant de description du corps, selon une manière de "strip-tease scriptural". Par touches successives, elle est constellée d'un spectre de couleurs et de valeurs qui en fragmente l'unité : chevelure blonde, lèvres roses, menton et cou bronzés, "se détachent sur la moleskine verte", corsage blanc, hanches et jambes "prises dans un pantalon aux fines rayures vertes et blanches alternées", lacets de spartiates jaunes.

## Réception critique
À sa sortie, L'Observatoire de Cannes fait l'objet de plusieurs comptes rendus, certains très favorables du côté de Tel Quel, d'autres plus mitigés du côté de la critique journalistique: la NRF, France-Observateur, Combat, Arts ou la revue Critique remarquent la rigueur de l'écriture. Certaine presse est toujours plus réfractaire à l'innovation romanesque. C'est ainsi que P.-H. Simon écrit dans Le Monde: « Je constate l'échec d'un exercice, je ne condamne pas une école. Ces jeunes romanciers qui, devant la marée follement montante d'une prose où toutes les vagues se ressemblent, essaient des itinéraires neufs et des techniques inédites ont droit dans tous les cas à un préjugé favorable. Leur mérite est dans l'espèce d'ascétisme qu'ils apportent à aller au bout de chaque expérience ».

### Éditions de l'ouvrage
- L'observatoire de Cannes, roman, Minuit, Paris 1961, 202 p.
- L'observatoire de Cannes et autres écrits, "L'Intégrale Jean Ricardou, tome 1 (1956-1961), éditions Les Impressions nouvelles, Bruxelles, 2018, 312 pp.

### Livres (chapitres)
- Higgins, Lynn A., Chapter I: "Fiction as Illusions: L'Observatoire de Cannes", in Parables of Theory. Jean Ricardou's Metafiction, Birmingham, Alabama, Summa Publications, Inc., 1984, p. 23-55.
- Forest, Philippe, Histoire de Tel Quel, Seuil, coll. « Fiction & Cie », 1995, p. 79-81.
- Sirvent, Michel, chapitre III. L'observatoire de Cannes (1961)", in Jean Ricardou, de Tel Quel au Nouveau Roman textuel, collection monographique en littérature française contemporaine 36, Amsterdam-Atlanta, GA, Rodopi, 2001, p. 68-82.

### Articles
- Thibaudeau, Jean, “La Leçon de l'école”, Critique  173, 1961, p. 335-342.
- Fournier, Edith, « Une écriture du mouvant », Médiations no 6, été 1963, p. 117-26.
- Simon, Pierre-Henri, “De Jean Ricardou: L’Observatoire de Cannes", Diagnostic des Lettres Françaises Contemporaines, Bruxelles: Renaissance du livre, 1966, p. 321-26.
- Sherzer, Dina, “Serial Constructs. L'Observatoire de Cannes. Cubist Writing", Representation in Contemporary French Fiction, Lincoln & London, University of Nebraska Press, 1986, p. 13-20.
- Sherzer, Dina, “Effects of Repetition in the French New Novel”, in Repetition in Discourse, Interdisciplinary Perspectives, vol. 1, ABLEX Pub. Company. Norwood p. NJ, 1994, p. 68-85.
- Sirvent, Michel, "Représentation de l'espace, espace de la représentation (sur l'incipit de L'Observatoire de Cannes de J. Ricardou), Dalhousie French Studies 35, été 1996, p. 95-107.
- Montier, Jean-Pierre, "De La vue de Roussel à L'Observatoire de Cannes de Ricardou: avatars du référent photographique", colloque de Cerisy 2012, Presses universitaires de Rennes, collection "Interférences", 2014, p. 235-255.
- Montier, Jean-Pierre, "Du point au grain final. Sur un roman de Jean Ricardou", Image & Narrative, vol. 15, n. 2, 2014.

### Comptes rendus
- Dalmas, André, “L’Observatoire de Cannes. Du roman à la sémantique, 18 mai 1961, France-Observateur consultable sur https://jeanricardou.org/archives-de-presse
- Pia, Pascal, "À l'école du regard", Carrefour, 4 octobre 1961.
- Simon, Pierre-Henri,“Littérature de laboratoire. L’Observatoire de Cannes de Jean Ricardou", Le Monde, 13 sept. 1961, p. 9.
- Sollers, Philippe, “L'Observatoire de Cannes”, Tel Quel  6, 1961, p. 56-57.
- Wagner, Jean, "Rencontre avec Jean Ricardou", Combat, 28 juillet 1961.